# Oropesa (kommunhuvudort)
Oropesa är en kommunhuvudort i Spanien.   Den ligger i provinsen Toledo och regionen Kastilien-La Mancha, i den centrala delen av landet, 140 km väster om huvudstaden Madrid. Oropesa ligger 417 meter över havet och antalet invånare är 2 831.
Terrängen runt Oropesa är huvudsakligen platt. Oropesa ligger uppe på en höjd. Runt Oropesa är det glesbefolkat, med 9 invånare per kvadratkilometer. Närmaste större samhälle är Calera y Chozas, 16,8 km öster om Oropesa. Omgivningarna runt Oropesa är huvudsakligen savann.